# Angioplastie
Angioplastia, cunoscută și sub denumirea de angioplastie cu balon și angioplastie transluminală percutanată (PTA), este o procedură endovasculară minim invazivă utilizată pentru a lărgi arterele sau venele îngustate sau obstrucționate, de obicei pentru a trata ateroscleroza arterială.
Un balon dezumflat atașat la un cateter este trecut peste un fir de ghidare în vasul îngust, iar mai apoi umflat la o dimensiune fixă. Balonul forțează expansiunea vasului de sânge și a peretelui muscular din jur, permițând un flux sanguin îmbunătățit. Un stent poate fi introdus în momentul balonării pentru a se asigura că vasul rămâne deschis, iar balonul este mai apoi dezumflat și retras. Angioplastia a ajuns să includă tot felul de intervenții vasculare care sunt de obicei efectuate percutanat.

## Utilizări și indicații

### Angioplastie coronariană
1. ↑  Chhabra, Lovely; Zain, Muhammad A.; Siddiqui, Waqas J. (2019), „Angioplasty”, StatPearls, StatPearls Publishing, PMID 29763069, arhivat din original la 24 octombrie 2022, accesat în 20 ianuarie 2020
2. ↑  Chhabra, Lovely; Zain, Muhammad A.; Siddiqui, Waqas J. (2019), „Angioplasty”, StatPearls, StatPearls Publishing, PMID 29763069, arhivat din original la 24 octombrie 2022, accesat în 20 ianuarie 2020
3. ↑  Chhabra, Lovely; Zain, Muhammad A.; Siddiqui, Waqas J. (2019), „Angioplasty”, StatPearls, StatPearls Publishing, PMID 29763069, arhivat din original la 24 octombrie 2022, accesat în 20 ianuarie 2020
4. ↑  K, Marmagkiolis; C, Iliescu; Mmr, Edupuganti; M, Saad; Kd, Boudoulas; A, Gupta; N, Lontos; M, Cilingiroglu (decembrie 2019). „Primary Patency With Stenting Versus Balloon Angioplasty for Arteriovenous Graft Failure: A Systematic Review and Meta-Analysis”. The Journal of Invasive Cardiology (în engleză). 31 (12): E356–E361. PMID 31786526.

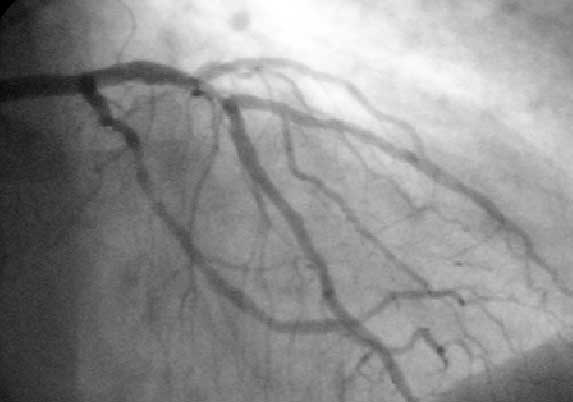
O angiografie coronariană (o radiografie cu contrast radio-opac în arterele coronare) care arată circulația coronariană stângă. Artera coronară principală stângă distală se află în cadranul superior stâng al imaginii. Ramurile sale principale (de asemenea vizibile) sunt artera circumflexă stângă, care curge de sus în jos inițial și apoi spre centru-jos, și artera descendentă anterioară stângă, care curge de la stânga la dreapta pe imagine și apoi parcurge în mijlocul imaginii pentru a proiecta sub artera circumflexă stângă distală. Artera descendentă anterioară stângă, așa cum este de obicei, are două ramuri diagonale mari, care apar în centrul-sus al imaginii și se îndreaptă spre centrul-dreapta imaginii.

O angioplastie coronariană este o procedură terapeutică de tratare a arterelor coronare stenotice (îngustate) ale inimii găsite în boala coronariană. Aceste segmente stenotice ale arterelor coronare apar din cauza acumulării de plăci încărcate cu colesterol care se formează într-o afecțiune cunoscută sub numele de ateroscleroză.O intervenție coronariană percutanată sau angioplastia coronariană cu stenting, este o procedură non-chirurgicală utilizată pentru a îmbunătăți fluxul sanguin către inimă.
Angioplastia coronariană este indicată pentru bolile coronariene, cum ar fi angina instabilă, NSTEMI și perforarea spontană a arterei coronare.S-a demonstrat că intervenția coronariană percutanată pentru boala coronariană stabilă ameliorează semnificativ simptomele precum angina pectorală sau durerea în piept, îmbunătățind astfel limitările funcționale și calitatea vieții.

### Angioplastie periferică
Angioplastia periferică se referă la utilizarea unui balon pentru a deschide un vas de sânge în afara arterelor coronare. În general, se face pentru a trata îngustările aterosclerotice ale abdomenului, piciorului și arterelor renale cauzate de boala arterială periferică. De multe ori, angioplastia periferică este folosită împreună cu un fir de ghidare, un stent periferic și un aterectom.

### Ischemie cronică care amenință membrele
Angioplastia poate fi folosită pentru a trata boala arterelor periferice pentru a calma claudicația, sau durerea de picior, care este, de obicei, asociată cu această condiție.

#### Angioplastia arterei renale
Stenoza arterei renale este asociată cu hipertensiunea și pierderea funcțiilor renale.Obstrucția aterosclerotică a arterei renale poate fi tratată cu angioplastie cu sau fără stentarea arterei renale. Există o șansă mică ca persoanelor cu stenoză renală arterială să le fie recomandată angioplastia renală arterială.

### Angioplastie carotidiană
Stenoza arterei carotide poate fi tratată cu angioplastie și stentarea carotidiană pentru pacienții cu risc crescut de a suferi endarterectomie carotidiană. Deși endarterectomia carotidiană este de obicei preferată față de stentarea arterei carotide, stentarea este indicată la pacienții selectați cu stenoză indusă de radiații sau o leziune carotidiană care nu este adecvată pentru intervenție chirurgicală.

### Angioplastie venoasă
Angioplastia este utilizată pentru a trata stenoza venoasă care afectează accesul la dializă, angioplastia cu balon acoperit cu medicament dovedindu-se a avea o permeabilitate de 6 luni și 12 luni mai bună decât angioplastia convențională cu balon. Angioplastia este folosită ocazional pentru a trata stenoza reziduală a venei subclaviei după o intervenție chirurgicală de decompresie pentru sindromul de evacuare toracică. Există o recomandare slabă pentru stentarea venoasă profundă pentru a trata boala venoasă cronică obstructivă.

## Contraindicații
Angioplastia necesită un vas de acces, de obicei artera femurală sau radială sau vena femurală, pentru a permite accesul la sistemul vascular pentru firele și cateterele utilizate. Dacă nu este disponibil un vas de acces de dimensiuni și calitate suficiente, angioplastia este contraindicată. Un diametru mic al vasului, prezența calcificării posterioare, ocluziei sau hematomului pot face accesul la sistemul vascular prea dificil.

## Tehnică

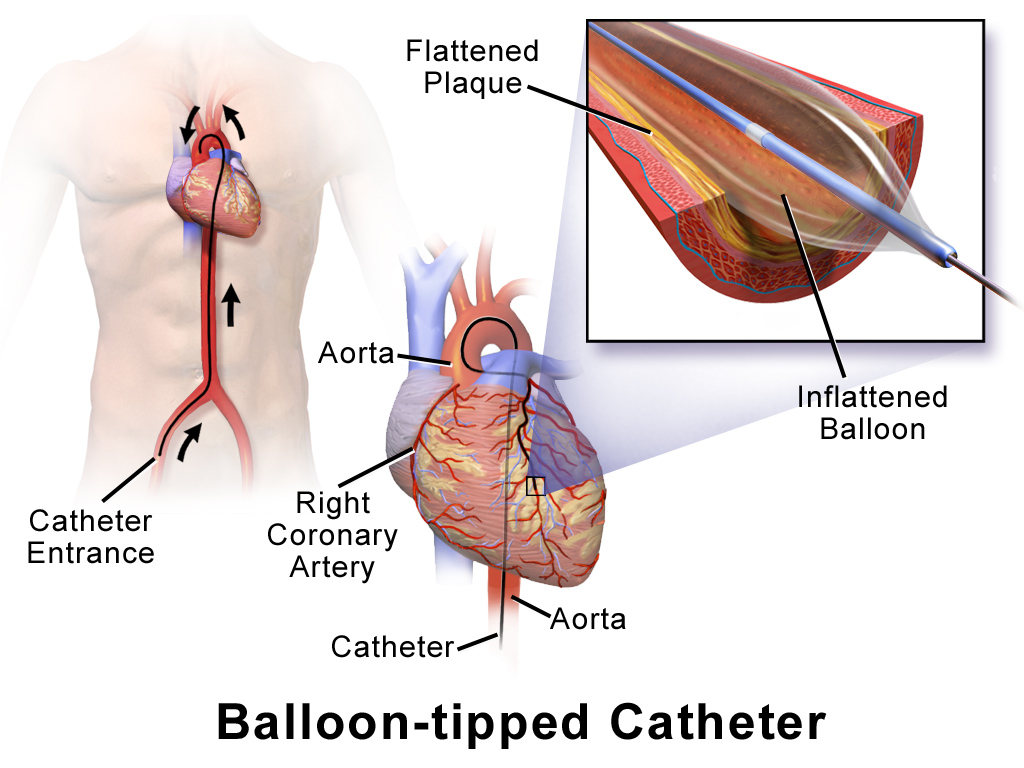
Cateter cu vârf de balon

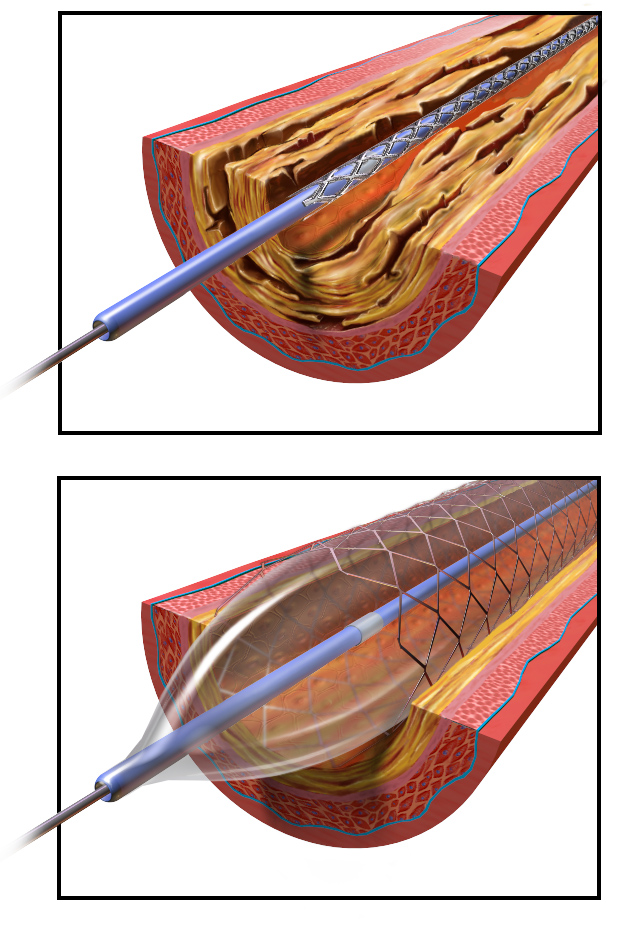
Balon umflat cu stent

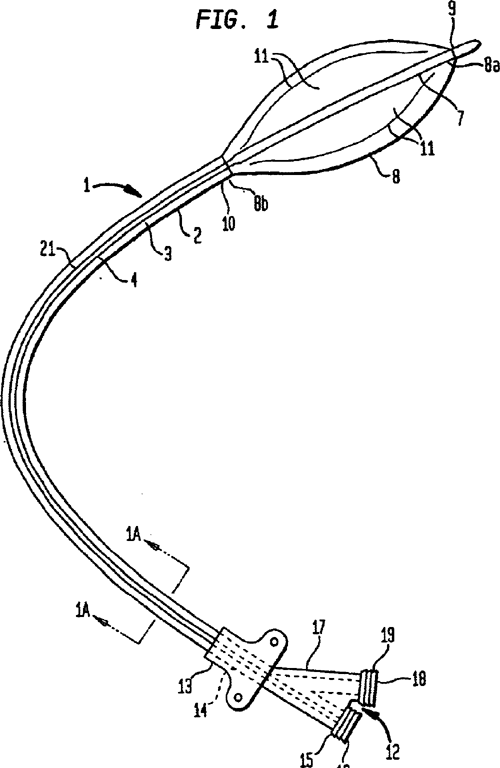
Diagrama unui cateter cu balon

Accesul la sistemul vascular se obține de obicei percutan (prin piele). O teacă de introducere este introdusă în vasul de sânge prin tehnica Seldinger. Ghidarea fluoroscopică folosește rezonanța magnetică sau fluoroscopia cu raze X și colorantul de contrast radioopac pentru a ghida firele și cateterele unghiulare către regiunea corpului care urmează să fie tratată în timp real. Sârma de ghidare conică este aleasă pentru ocluzie mică, urmată de fire de ghidare de tip intermediar pentru arterele sinuoase și dificultăți de trecere prin canale extrem de înguste și fire rigide pentru ocluzii dure, dense și contondente. 
Pentru a trata o îngustare a unui vas de sânge, un fir este trecut prin stenoza din vas și un balon pe cateter este trecut peste fir și în poziția dorită. Poziționarea este verificată prin fluoroscopie și balonul este umflat folosind apă amestecată cu colorant de contrast la 75 până la 500 de ori tensiunea arterială normală (6 până la 20 atmosfere), majoritatea angioplastiilor coronariene necesitând mai puțin de 10 atmosfere. Un stent poate fi plasat sau nu.
La încheierea procedurii, baloanele, firele și cateterele sunt îndepărtate și locul puncției vasului este tratat fie cu presiune directă, fie cu un dispozitiv de închidere vasculară.

## Riscuri și complicații
În raport cu intervenția chirurgicală, angioplastia este o opțiune cu risc mai scăzut pentru tratamentul afecțiunilor pentru care este utilizată, dar există riscuri și complicații unice și potențial periculoase asociate cu angioplastia:
- Embolizarea, sau lansarea resturilor în circuitul sangvin.
- Sângerare de la supraumflarea unui cateter cu balon sau utilizarea unui balon necorespunzător de mare sau rigid sau prezența unui vas țintă calcificat.
- Formarea de hematom sau pseudoanevrism la locul de acces.
- Leziuni (arsuri) induse de radiații de la razele X utilizate.
- Leziune renală indusă de contrast.
- Sindromul de hiperperfuzie cerebrală care duce la accident vascular cerebral este o complicație gravă a angioplastiei arterei carotide cu stentare.

## Recuperare
După angioplastie, majoritatea pacienților sunt monitorizați peste noapte în spital, iar dacă nu apar complicații, pacienții sunt trimiși acasă a doua zi.
Locul cateterului este verificat pentru sângerare și umflare, iar ritmul cardiac și tensiunea arterială sunt monitorizate pentru a detecta ruptura tardivă și hemoragia. Protocolul post-procedură implică, de asemenea, monitorizarea debitului urinar, a simptomelor cardiace, a durerii și a altor semne de probleme sistemice. De obicei, pacienții primesc medicamente care îi vor relaxa pentru a proteja arterele împotriva spasmelor. Pacienții sunt de obicei capabili să meargă în decurs de două până la șase ore după procedură și să revină la rutina lor normală până în săptămâna următoare.
Recuperarea prin angioplastie constă in evitarea activității fizice timp de câteva zile după procedură. Pacienții sunt sfătuiți să evite ridicarea greutăților și activitățile obositoare timp de o săptămână. Pacienții vor trebui să evite stresul fizic sau activitățile sportive prelungite timp de maximum două săptămâni după o angioplastie delicată cu balon. 
După faza inițială de recuperare de două săptămâni, majoritatea pacienților cu angioplastie pot începe să se întoarcă în siguranță la exerciții de nivel scăzut. Se recomandă un program de exerciții graduale, prin care pacienții efectuează inițial câteva serii scurte de exerciții în fiecare zi, crescând progresiv la una sau două perioade mai lungi de exerciții. Ca măsură de precauție, toate exercițiile structurate ar trebui să fie aprobate de un cardiolog înainte de a începe. Reabilitarea bazată pe exerciții în urma intervenției coronariene percutanate a arătat îmbunătățiri în angina pectorală recurentă, timpul total de efort, scăderea segmentului ST și toleranța maximă la efort.
Pacienții care prezintă umflături, sângerări sau dureri la locul de inserție, dezvoltă febră, se simt slăbiți sau au simptomele specifice stării de leșin, observă o schimbare a temperaturii sau a culorii brațului sau piciorului care a fost utilizat sau au dificultăți de respirație sau dureri în piept trebuie să solicite imediat sfatul medicului.

## Istoric
Angioplastia a fost descrisă pentru prima dată de radiologul intervențional Charles Dotter⁠(d) în anul 1964. Dotter a pionierat medicina modernă cu invenția angioplastiei și a cateterului cu stent, care au fost utilizate pentru prima dată pentru a trata boala arterială periferică.
Prima angioplastie coronară percutanată efectuată pe un pacient treaz a fost efectuată în Zürich, de cardiologul german Andreas Gruentzig⁠(d), la data de 16 septembrie 1977.
Ingemar Henry Lundquist⁠(d) a invetat cateterul cu balon peste fir, care este acum utilizat în majoritatea procedurilor de angioplastie din lume.